# (36989) 2000 SR355
2000 SR355 (asteroide 36989) é um asteroide da cintura principal. Possui uma excentricidade de 0.14799490 e uma inclinação de 10.37024º.
Este asteroide foi descoberto no dia 29 de setembro de 2000 por LONEOS em Anderson Mesa.